# Islas Lavezzi
Las islas Lavezzi (en francés: Îles Lavezzi; en corso, Isuli Lavezzi; en italiano: Isole di Lavezzi) es un pequeño archipiélago compuesto por un centenar de pequeñas islas o islotes graníticos localizados en aguas del estrecho de Bonifacio (mar Mediterráneo), entre las islas de Córcega y Cerdeña, a unos 10 km al sur de la localidad francesa de Bonifacio (Córcega). El conjunto comprende solamente una superficie total de 1,91 km² —el conjunto ocupa una superficie marina de 51,23 km² (5.123 ha)—, con una altura máxima de 50 m. La mayoría de los islotes pertenece a Francia, pero unos pocos son de Italia.
Las principales islas son Porraggia, Ratino, Piana, Cavallo (la única habitada) y Lavezzo (donde está el faro), además del grupo de las islas Sperduto.
Se trata de un espacio protegido francés, catalogado como reserva natural desde 1982, la Réserve naturelle des îles Lavezzi. Desde diciembre de 1999, forma parte de la más amplia Réserve naturelle des Bouches de Bonifacio.
El espolón situado al sur de las islas constituye el punto más meridional de la Francia metropolitana.
- Datos: Q292072
- Multimedia: Lavezzi Islands / Q292072